# Moneta Czech Open 2018
Moneta Czech Open 2018 byl tenisový turnaj pořádaný jako součást mužského okruhu ATP Challenger Tour, který se odehrával na antukových dvorcích tenisového areálu TK Agrofert Prostějov. Konal se od 4. do 9. června 2018 v Prostějově jako dvacátý pátý ročník turnaje.
Rozpočet turnaje činil 127 000 eur. Nejvýše nasazeným hráčem ve dvouhře se stal šedesátý sedmý tenista světa Guillermo García-López ze Španělska, který vypadl v semifinále. Jako poslední přímý účastník do hlavní singlové soutěže nastoupil německý 245. hráč žebříčku Jan Choinski.
Vítězem dvouhry se stal 21letý Španěl Jaume Munar, jenž vybojoval druhý challengerový titul.
Čtvrtou společnou trofej ze čtyřhry na challengerech si odvezl ukrajinsko-slovenský pár Denys Molčanov a Igor Zelenay.

## Rozdělení bodů a finančních odměn

### Rozdělení bodů
| Soutěž  | vítězové | finalisté | semifinalisté | čtvrtfinalisté | 16 v kole | 32 v kole | Q |
| ------- | -------- | --------- | ------------- | -------------- | --------- | --------- | - |
| dvouhra | 125      | 75        | 45            | 25             | 10        | 0         | 5 |
| čtyřhra | 125      | 75        | 45            | 25             | 0         | —         | — |

### Finanční odměny
| dvouhra                             | €18 290 | €10 770 | €6 370 | €3 710 | €2 180 | €1 320 |
| čtyřhra                             | €7 870  | €4 570  | €2 740 | €1 630 | €920   | —      |
| částka ve čtyřhře je uvedena na pár |         |         |        |        |        |        |

## Mužská dvouhra

### Nasazení
| Stát                           | Hráč                    | ATP | Nasazení |
| ------------------------------ | ----------------------- | --- | -------- |
| Španělsko                      | Guillermo García-López  | 67. | 1.       |
| Uruguay                        | Pablo Cuevas            | 75. | 2.       |
| Španělsko                      | Roberto Carballés Baena | 76. | 3.       |
| Argentina                      | Guido Pella             | 78. | 4.       |
| Česko                          | Jiří Veselý             | 80. | 5.       |
| Bosna a Hercegovina            | Mirza Bašić             | 81. | 6.       |
| Kazachstán                     | Michail Kukuškin        | 83. | 7.       |
| Moldavsko                      | Radu Albot              | 97. | 8.       |
| Žebříček ATP k 28. květnu 2018 |                         |     |          |

### Jiné formy účasti
Následující hráči obdrželi divokou kartu do hlavní soutěže:
- Thomaz Bellucci
- Pablo Cuevas
- Filip Horanský
- Václav Šafránek

Následující hráči nastoupili do hlavní soutěže jako náhradníci:
- Benjamin Bonzi
- Vincent Millot

Následující hráči postoupili z kvalifikace:
- Martín Cuevas
- Federico Gaio
- Gianluca Mager
- Jan Šátral

## Mužská čtyřhra

### Nasazení
| Stát                                                                                    | Hráč            | Stát             | Hráč                      | ATP  | Nasazení |
| --------------------------------------------------------------------------------------- | --------------- | ---------------- | ------------------------- | ---- | -------- |
| Česko                                                                                   | Roman Jebavý    | Bělorusko        | Andrej Vasilevskij        | 127. | 1.       |
| Německo                                                                                 | Andre Begemann  | Mexiko           | Miguel Ángel Reyes-Varela | 159. | 2.       |
| Ukrajina                                                                                | Denys Molčanov  | Slovensko        | Igor Zelenay              | 198. | 3.       |
| Bělorusko                                                                               | Aleksandr Buryj | Čínská Tchaj-pej | Peng Hsien-yin            | 241. | 4.       |
| Žebříček ATP k 28. květnu 2018; číslo je součtem žebříčkového postavení obou členů páru |                 |                  |                           |      |          |

### Jiné formy účasti
Následující páry obdržely divokou kartu do čtyřhry:
- Vít Kopřiva /  David Poljak
- Michal Konečný /  Michael Vrbenský
- Marek Gengel /  Dominik Kellovský

## Přehled finále

### Mužská dvouhra
- Jaume Munar vs.   Laslo Djere, 6–1, 6–3

### Mužská čtyřhra
- Denys Molčanov /  Igor Zelenay vs.  Martín Cuevas /  Pablo Cuevas, 4–6, 6–3, [10–7]